# تارابردینو
تارابردینو (انگلیسی: Taraberdino) یک شهرک در شهرستان کوشنارنکوفسکی جمهوری باشقیرستان در کشور روسیه است.